# Teatr Pieśń Kozła
Teatr Pieśń Kozła (ang. Song of the Goat Theatre) – wrocławski teatr alternatywny założony w 1996 roku przez Grzegorza Brala i Annę Zubrzycką, do 1998 roku działał jako Teatr Tragon.
Teatr odniósł międzynarodowy sukces między innymi na Fringe Festival w Edynburgu, gdzie w latach 2004 i 2012 otrzymał prestiżową nagrodę Fringe First. W 2010 roku zespół teatru oraz Grzegorz Bral otrzymali Nagrodę Sekcji Krytyków Teatralnych PO ITI za popularyzację polskiego teatru na świecie. Teatr Pieśń Kozła zdobył międzynarodowe uznanie jako jeden z najbardziej nowatorskich zespołów europejskich, wykorzystujący w swej praktyce trening aktorski i nieustannie poszukujący nowych rozwiązań artystycznych. Zarówno trening fizyczny i wokalny, jak i próby oraz spektakle traktowane są jako część procesu i rodzaj pracy „laboratoryjnej”, pozwalającej aktorom i reżyserowi poszukiwać coraz to nowszych technik i środków artystycznej ekspresji. Zaangażowanie w proces tworzenia trwałych związków między ludźmi jest punktem wyjścia do każdego nowego rodzaju treningu, który integruje ruch, głos, pieśń i tekst. Spektakle są głęboko zakorzenione w muzyczności i przemawiają do widzów na bardzo sensualnym poziomie. Praca pedagogiczna stanowi integralną część misji i wizji zespołu. Jej przejawem jest wyjątkowy w skali europejskiej program studiów aktorskich MA Acting, realizowany w latach 2004–2012 we współpracy z Manchester Metropolitan University. Obecnie kurs prowadzony jest we współpracy z Bral School of Acting, szkoły założonej przez Grzegorza Brala w 2013 roku w Londynie.

## Nagrody i wyróżnienia dla zespołu
- Wyróżnienie za muzyczną interpretację  spektaklu „Hamlet-komentarz” i wyjątkowe techniki śpiewu użyte w przedstawieniu w ramach 25. Konkursu o Złotego Yoricka (Festiwal Szekspirowski w Gdańsku) 2018
- Pierwsze miejsce za spektakl "Pieśni Leara" na 28. Międzynarodowym Festiwalu Teatralnym Bez Granic w Cieszynie 2018
- FRINGE FIRST 2012
- HERALD ARCHANGEL 2012
- SPECIAL AWARD / MUSICAL THEATRE MATTERS AWARDS 2012
- Pierwsze miejsce w rankingu krytyków “The List” podczas Edinburgh Festival 2012
- Nagroda Międzynarodowego Instytutu Teatralnego ITI za popularyzację polskiej kultury teatralnej za granicą, marzec 2010
- 2 miejsce w plebiscycie publiczności w Teatrze im. C.K. Norwida w Jeleniej Górze podczas XXXIX Jeleniogórskich Spotkań Teatralnych, październik 2009
- Nominacja do Europejskiej Nagrody Teatralnej w kategorii “Nowe Rzeczywistości Teatralne” (XII European Prize / New Theatrical Realities), maj 2009
- Nominacja do Wrocławskiej Nagrody Teatralnej 2009 dla Grzegorza Brala za reżyserię spektaklu Macbeth
- Nagroda Marszałka Województwa Dolnośląskiego dla Anny Zubrzycki – „Najlepsza Rola Kobieca 2008” (Lady Macbeth w spektaklu Macbeth)
- Fringe Festival, Edinburgh, Sierpień 2007:
- Nominowany do nagrody Best Ensemble: Stage Award for Acting Excellence 2007 Nominowany za najlepszy występ fizyczny: Total Theatre Award
- Performance oraz Stage Award for Acting Excellence 2007 za spektakl Lacrimosa, Edynburg, sierpień 2007
- Nagroda Miasta Wrocławia za osiągnięcia Teatru Pieśń Kozła w kraju i za granicą, Wrocław, czerwiec 2007
- Nagroda Towarzystwa Przyjaciół Szczecina – Festiwal Małych Form Teatralnych „Kontrapunkt”, kwiecień 2007
- Główna nagroda publiczności: 46 Mess Festival w Sarajewie, październik 2006
- Nagroda Zespołowa – 46 Kaliskie Spotkania Teatralne/ Festiwal Sztuki Aktorskiej, maj 2006
- Best International Show Edinburgh 2004, The Guardian, Edinburgh 2004
- SCOTSMAN FRINGE FIRST 2004, Edinburgh 2004
- HERALD ANGEL 2004, Edinburgh 2004
- GRAND PRIX zespołowe oraz Nagroda Specjalna Dyrektora Festiwalu, 43 Kaliskie Spotkania Teatralne/Festiwal Sztuki Aktorskiej, kwiecień 2003